# Бирн, Роуз
Мэ́ри Ро́уз Бирн (англ. Mary Rose Byrne; род. 24 июля 1979, Сидней, Австралия) — австралийская актриса. Дебютировала в кино в 1994 году небольшой ролью в фильме «Кукла Даллас». В 2000 году Роуз Бирн исполнила роль слепой девушки в фильме «Богиня 1967 года», за которую она получила «Кубок Вольпи» на Венецианском кинофестивале за лучшую женскую роль. С 2007 по 2012 год актриса играла Эллен Парсонс в телесериале «Схватка», за эту роль она получила две номинации на премии «Эмми» (2009, 2010) и «Золотой глобус» (2008, 2010).

## Биография
Мэри Роуз Бирн родилась в Балмейне, пригороде Сиднея, Новый Южный Уэльс, Австралия. Из семьи ирландского и шотландского происхождения. Мать, Джейн Бирн, работает администратором в начальной школе, отец, Робин Бирн — маркетолог.
Уже с восьми лет она начала брать уроки актёрского мастерства в Австралийском молодёжном театре. До поступления в колледж Брэдфилда в Кроуз Нест Роуз посещала среднюю школу в Балмейне. Затем была учёба в колледже и Университете Сиднея. В 1999 году она начала учиться в Атлантическом театре Дэвида Мамета и Уильяма Мейси.
У Роуз есть старший брат Джордж Бирн и две старшие сестры Элис Бирн и Люси Бирн. Все четверо так или иначе задействованы в сфере искусств: брат стал фотографом, одна из сестёр — художником, а другая работает в издательской фирме Лондона.
Хотя оба родителя Роуз атеисты, сама себя она считает агностиком.

## Карьера
Свою первую роль в фильме «Кукла Даллас» (1994) актриса получила в двенадцать лет; в дальнейшем она сыграла в целом ряде австралийских телесериалов, вроде «Школы разбитых сердец» (1994), «Точка Эхо» (1995) и картине «Пальцы веером» с Хитом Леджером. Далее были роли в фильмах «Свидание» (1999), «Снова в колледж» (2000) и роль слепой девушки в «Богине 1967 года» (2000), за который она получила женский кубок Вольпи на Венецианском кинофестивале в 2000 году. В то же время Бирн получила эпизодическую роль в полицейском сериале «Зов убийцы» (1997); параллельно она играла и на сцене — в частности, ею исполнялась одна из главных ролей в классической чеховской постановке «Три сестры».
Бирн принимала участие в съёмках клипа на сингл Даррена Хейза «I Miss You» и сыграла главную роль в клипе австралийского музыканта Алекса Ллойда на его сингл «Black the Sun»; она же украсила собой обложку этого сингла. В это же время ей достался контракт на съёмку телерекламы для Sony.

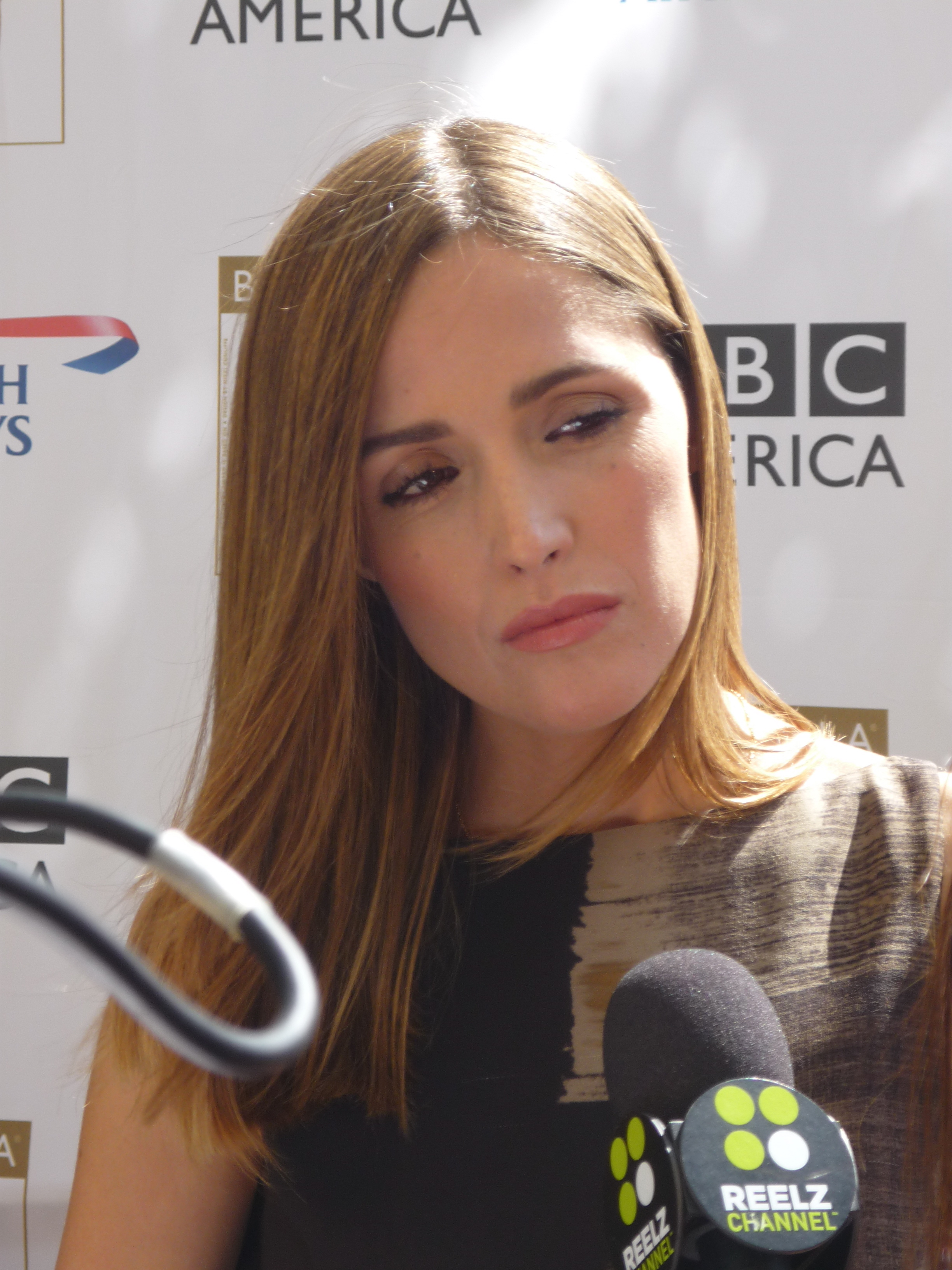
Роуз Бирн в 2010 году

В 2002 году Бирн впервые снялась в голливудской картине; дебютом её была роль Дорми, служанки героини Натали Портман в фильме Джорджа Лукаса «Звёздные войны. Эпизод II: Атака клонов»; в том же году актриса снялась в картине «Город призраков» с Мэттом Диллоном. За год до этого Роуз посетила Великобританию — там она снялась в проекте Тима Файвелла «Я захватила замок». В 2003 году Бирн снялась в качестве Розы Мортмейн, старшей сестры Кассандры, персонажа Ромолы Гэри. Также в 2003 году актриса успела принять участие в съёмках трёх австралийских картин: «Ночь, которую мы назвали днём» с Мелани Грифитт и Денисом Хоппером, «Неисправимый оптимист» с Беном Ли (эта работа принесла ей звание «Лучшей актрисы» по версии Австралийского киноинститута) и проходной комедии «На вынос».
В 2004 году Бирн сыграла троянскую жрицу, похищенную Ахиллесом во время Троянской войны в эпическом фильме «Троя». С коллегой по фильму, Питером О’Тулом, актриса вновь встретилась в телепроекте «Казанова» (2005). Бирн также появляется в фильме Денни Грина «Обитатели» (2005) по мотивам романа Бернарда Малмута, а также в фильме «Одержимость» (2004), где она сыграла Алекс, женщину, которая манипулирует героем Джоша Хартнетта, чтобы разлучить его с его возлюбленной.
В 2006 году Роуз пригласили на роль Габриэль де Полиньяк в картину Софии Копполы «Мария-Антуаннета». Интересно, что Роуз и Коппола исполняли одну роль в «Звёздных войнах»: Дорме, служанку Падме — София в первом эпизоде («Звёздные войны: Эпизод I — Скрытая угроза»), Роуз во втором («Звёздные войны: Эпизод II — Атака клонов»).
В 2007 году она сыграла в научно-фантастическом триллере Дэнни Бойла «Пекло», комедийной драме «Свежезахороненные» и в постапокалиптическом фильме ужасов «28 недель спустя».
В 2008 году Роуз исполнила главную роль в криминальной мелодраме «Мягкий удар». В следующем году она отметилась появлением в таких фильмах, как «Знамение», где её партнёром по съёмочной площадке был Николас Кейдж, и мелодраме «Адам».

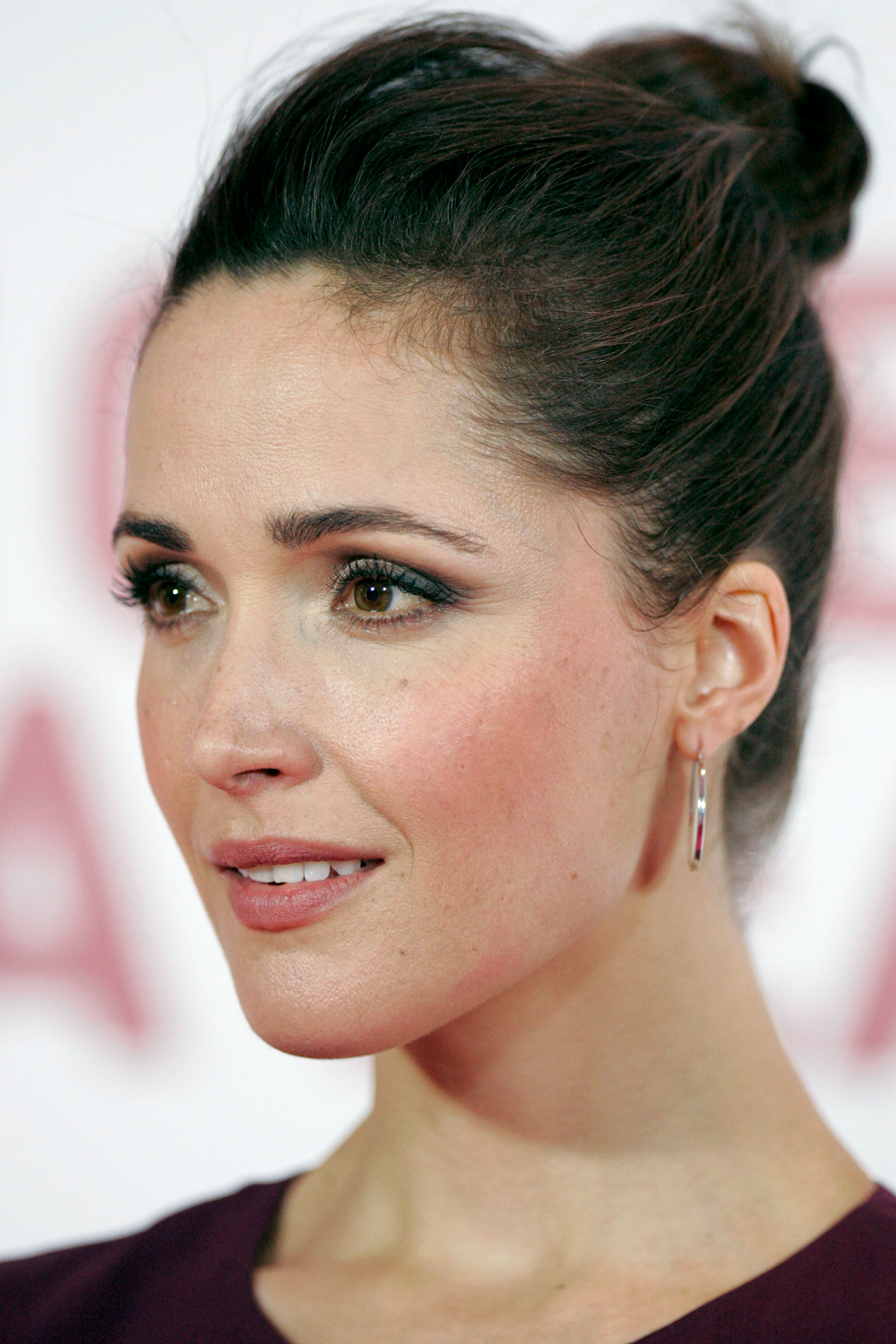
Бирн на премьере фильма «Даю год» в 2013 году

В 2010 году Роуз сыграла в фильме «Побег из Вегаса». В 2011 году она исполнила роли Мойры МакТаггерт в фильме «Люди Икс: Первый Класс», Рене в фильме «Астрал» и Хелен Харрис в фильме «Девичник в Вегасе». В 2012 году Роуз снялась в короткометражке «Убытки» и фильме «Место под соснами», а в фильме «Единство» выступила в качестве рассказчика.
Бирн на протяжении двух лет была лицом компании «Max Factor» (2004—2006).
В своих фильмах Роуз использовала несколько различных акцентов: австралийский, британский, американский, и канадский.
В 2007—2012 годах Бирн снималась в сериале «Схватка».
В 2015 году на экраны вышел фильм «Шпион», где Роуз сыграла главную отрицательную роль Рейны Бояновой.

## Личная жизнь
Роуз встречалась с Грегором Джорданом, австралийским писателем и режиссёром, который снял её в своей картине «Пальцы веером». Позже у неё был роман с австралийским писателем, режиссёром и актёром Бренданом Коуэллом. Их отношения продлились около шести лет, при этом большую часть времени, в связи с издержками профессий, им приходилось находиться вдали друг от друга, часто на разных континентах. Пара распалась в январе 2010 года.
С 2012 года Роуз встречается с актёром Бобби Каннавале. У пары есть два сына — Рокко Робин Каннавале (род. 01.02.2016) и Рафа Каннавале (род. 16.11.2017).

## Фильмография
| Год          |     | Русское название                          | Оригинальное название                       | Роль                  |
| ------------ | --- | ----------------------------------------- | ------------------------------------------- | --------------------- |
| 1994         | ф   | Кукла Даллас                              | Dallas Doll                                 | Растус Соммерс        |
| 1995         | с   | Эко-Пойнт                                 | Echo Point                                  | Белинда О’Коннор      |
| 1997         | с   | Падшие ангелы                             | Fallen Angels                               | Шивон                 |
| 1997         | с   | Дикая сторона                             | Wildside                                    | Хайди Бенсон          |
| 1999         | с   | Большое небо                              | Big Sky                                     | Энджи                 |
| 1999         | с   | Школа разбитых сердец                     | Heartbreak High                             | Карли Уайтли          |
| 1999         | ф   | Пальцы веером                             | Two Hands                                   | Алекс                 |
| 2000         | ф   | Снова в колледж                           | My Mother Frank                             | Дженни                |
| 2000         | ф   | Богиня 1967 года                          | The Goddess of 1967                         | Биджи                 |
| 2000         | с   | Зов убийцы                                | Murder Call                                 | Сара Уотсон           |
| 2002         | ф   | Звёздные войны. Эпизод II: Атака клонов   | Star Wars Episode II: Attack of the Clones  | Дорме                 |
| 2002         | ф   | Город призраков                           | City of Ghosts                              | Сабрина               |
| 2003         | ф   | Я захватываю замок                        | I Capture the Castle                        | Роуз Мортмейн         |
| 2003         | ф   | Ночь, которую мы захватывали днём         | The Night We Caffed it a Day                | Одри Эплби            |
| 2003         | ф   | Неисправимый оптимист                     | The Rage in Placid Lake                     | Джемма Тейлор         |
| 2003         | ф   | Забрать                                   | Take Away                                   | Сонья Стилано         |
| 2004         | ф   | Троя                                      | Troy                                        | Брисеида              |
| 2004         | ф   | Одержимость                               | Wicker Park                                 | Алекс                 |
| 2005         | ф   | Обитатели                                 | The Tenants                                 | Ирен Белл             |
| 2005         | с   | Казанова                                  | Casanova                                    | Эдит                  |
| 2006         | ф   | Мария-Антуанетта                          | Marie Antoinette                            | герцогиня Де Полиньяк |
| 2006         | ф   | Мёртвая девушка                           | The Dead Girl                               | Леа                   |
| 2007         | ф   | Пекло                                     | Sunshine                                    | Кэсси                 |
| 2007         | ф   | 28 недель спустя                          | 28 Weeks Later                              | майор Скарлетт Росс   |
| 2007—2012    | с   | Схватка                                   | Damages                                     | Эллен Парсонс         |
| 2008         | ф   | Свежезахороненные                         | Just Burried                                | Роберта Никли         |
| 2008         | ф   | Мягкий удар                               | The Tender Hook                             | Айрис                 |
| 2009         | ф   | Знамение                                  | Knowing                                     | Дайана Уэйленд        |
| 2009         | ф   | Адам                                      | Adam                                        | Бэт Бакуолд           |
| 2010         | ф   | Побег из Вегаса                           | Get Him to the Greek                        | Джеки Кью             |
| 2010         | ф   | Астрал                                    | Insidiuos                                   | Рене Ламберт          |
| 2011         | ф   | Люди Икс: Первый класс                    | X-Men: The First Class                      | Мойра Мактаггерт      |
| 2011         | ф   | Девичник в Вегасе                         | Bridesmaids                                 | Хелен Харрис          |
| 2012         | ф   | Место под соснами                         | The Place Beyond the Pines                  | Дженнифер Кросс       |
| 2013         | ф   | Даю год                                   | I Give It a Year                            | Нэт Редферн           |
| 2013         | ф   | Кадры                                     | The Internship                              | Дана                  |
| 2013         | ф   | Обветшалый                                | Shabby                                      | Ханна                 |
| 2013         | ф   | Астрал: Глава 2                           | Insidious: Chapter 2                        | Рене Ламберт          |
| 2013         | ф   | 10 мгновений судьбы                       | The Turning                                 | Рэя                   |
| 2013         | с   | Портландия                                | Portlandia                                  | мать Фреда            |
| 2014         | ф   | Соседи. На тропе войны                    | Neighbors                                   | Келли Реднер          |
| 2014         | ф   | Энни                                      | Annie                                       | Грейс                 |
| 2014         | ф   | Дальше живите сами                        | This Is Where I Leave You                   | Пенни Мур             |
| 2014         | док | Единство                                  | Unity                                       | рассказчик            |
| 2015         | ф   | Шпион                                     | Spy                                         | Рейна Боянова         |
| 2015         | ф   | Надоеда                                   | The Meddler                                 | Лори                  |
| 2016         | ф   | Люди Икс: Апокалипсис                     | X-Men: Apocalypse                           | Мойра Мактаггерт      |
| 2016         | ф   | Соседи. На тропе войны 2                  | Neighbors 2: Soronty Rising                 | Келли Реднер          |
| 2016         | с   | Ничего не происходит                      | No Activity                                 | Элизабет              |
| 2017         | тф  | Бессмертная жизнь Генриетты Лакс          | The Immortal Life of Henrietta Lacks        | Ребекка Склоут        |
| 2017         | ф   | Я люблю тебя, папочка                     | I Love You, Daddy                           | Грейс Каллен          |
| 2018         | ф   | Кролик Питер                              | Peter Rabbit                                | Беатрис Поттер        |
| 2018         | ф   | Голая Джульетта                           | Juliet, Naked                               | Энни                  |
| 2018         | ф   | Молодые хулиганы                          | Larrikins                                   |                       |
| 2018         | ф   | Семья по-быстрому                         | Instant Family                              | Элли                  |
| 2019         | ф   | Дитя робота                               | I Am Mother                                 | Мать                  |
| 2020         | ф   | Гламурные боссы                           | Like a Boss                                 | Мел Пейдж             |
| 2020         | с   | Миссис Америка                            | Mrs. America                                | Глория Стайнем        |
| 2020         | ф   | Честный кандидат                          | Irresistible                                | Фэйт Бреустер         |
| 2021—2023    | с   | В ритме жизни                             | Physical                                    | Шейла Рубин           |
| 2021         | ф   | Кролик Питер 2                            | Peter Rabbit 2: The Runaway                 | Беатрис Поттер        |
| 2021         | кор | Акула                                     | Shark                                       | Софи                  |
| 2022         | ф   | Рыжая на всю голову                       | Seriously Red                               | ЭП                    |
| 2022         | ф   | В духе Рождества                          | Spirited                                    | Карен                 |
| 2022         | с   | Пацаны                                    | The Boys                                    | камео                 |
| 2022         | мс  | Блуи                                      | Bluey                                       | Брэнди                |
| 2023         | ф   | Астрал 5: Красная дверь                   | Insidious: The Red Door                     | Рене Ламберт          |
| 2023         | ф   | Папа                                      | Ezra                                        | Дженна                |
| 2023         | мф  | Черепашки-ниндзя: Погром мутантов         | Teenage Mutant Ninja Turtles: Mutant Mayhem | Кожеголовая           |
| 2023 — н. в. | с   | Платонические отношения                   | Platonic                                    | Сильвия               |
| 2024         | мс  | Черепашки-ниндзя: Истории                 | Tales of The Teenage Mutant Ninja Turtles   | Кожеголовая           |
| 2025         | ф   | Если бы у меня были ноги, я бы тебя пнула | If I Had Legs I’d Kick You                  | Линда                 |
| 2025         | ф   | Эвакуаторщик                              | Tow                                         | Аманда Огл            |
|              | с   | Хорошая дочь                              | The Good Daughter                           | Саманта Куинн         |

## Работы в театре
| Год       | Постановка         | Роль         | Примечания                       |
| --------- | ------------------ | ------------ | -------------------------------- |
| 2000      | Спор               | Адин         | Сиднейская театральная компания  |
| 2001      | Три сестры         | Ирина        | Сиднейская театральная компания  |
| 2014—2015 | С собой не унесёшь | Элис Сикамор | Лонгакр                          |
| 2016      | Пошевеливайся      | Карен        | Театр Рослин Пакер               |
| 2020      | Медея              | Медея        | Бруклинская музыкальная академия |

## Музыкальные видео
| Год  | Видео                | Исполнитель | Примечания |
| ---- | -------------------- | ----------- | ---------- |
| 2000 | «Black the Sun»      | Алекс Ллойд |            |
| 2002 | «I Miss You»         | Даррен Хейз |            |
| 2007 | «Digital Versicolor» | Glass Candy |            |

## Награды и номинации
Полный список наград и номинаций на сайте IMDb.
| Год  | Награда                                                                                              | Работа                 | Результат |
| ---- | --- | ---------------------- | --------- |
| 2000 | «Кубок Вольпи за лучшую женскую роль» (Венецианский кинофестиваль)                                   | Богиня 1967 года       | Победа    |
| 2002 | «Film Critics Circle of Australia» (Лучшая женская роль)                                             | Богиня 1967 года       | Номинация |
| 2003 | «AACTA Awards» (Лучшая женская роль)                                                                 | Неисправимый оптимист  | Номинация |
| 2007 | «AFI International Award» (Лучшая женская роль)                                                      | Схватка                | Победа    |
| 2008 | Премия «Золотой глобус» за лучшую женскую роль второго плана — мини-сериал, телесериал или телефильм | Схватка                | Номинация |
| 2009 | Премия «Эмми» за лучшую женскую роль второго плана в драматическом телесериале                       | Схватка                | Номинация |
| 2009 | «AFI International Award» (Лучшая женская роль)                                                      | Схватка                | Номинация |
| 2010 | Премия «Золотой глобус» за лучшую женскую роль второго плана — мини-сериал, телесериал или телефильм | Схватка                | Номинация |
| 2010 | Премия «Эмми» за лучшую женскую роль второго плана в драматическом телесериале                       | Схватка                | Номинация |
| 2010 | Премия «Спутник» за лучшую женскую роль второго плана — мини-сериал, телесериал или телефильм        | Схватка                | Номинация |
| 2010 | «IGN Summer Movie Award» (Лучшая телеактриса)                                                        | Схватка                | Победа    |
| 2011 | Best Acting Ensemble (Лучший ансамбль)                                                               | Девичник в Вегасе      | Номинация |
| 2012 | «Премия Ассоциации кинокритиков Огайо» (Лучший актёрский ансамбль)                                   | Девичник в Вегасе      | Номинация |
| 2012 | «Премия Общества онлайн-кинокритиков Нью-Йорка» (Лучший актёрский состав)                            | Девичник в Вегасе      | Победа    |
| 2012 | «Премия Ассоциации кинокритиков Вашингтона» (Лучший актёрский состав)                                | Девичник в Вегасе      | Победа    |
| 2012 | Премия «Выбор критиков» (Лучший актёрский ансамбль)                                                  | Девичник в Вегасе      | Номинация |
| 2012 | «MTV Movie Awards»                                                                                   | Девичник в Вегасе      | Победа    |
| 2012 | «MTV Movie Awards» (Лучший актёрский состав)                                                         | Девичник в Вегасе      | Номинация |
| 2012 | Премия Гильдии киноактёров США за лучший актёрский состав в игровом кино                             | Девичник в Вегасе      | Номинация |
| 2012 | «Fright Meter Award» (Лучшая женская роль)                                                           | Астрал                 | Номинация |
| 2012 | «Scream Award» (Лучшая актриса фильма ужасов)                                                        | Астрал                 | Номинация |
| 2012 | «Fangoria Chainsaw Award» (Лучшая актриса)                                                           | Астрал                 | Победа    |
| 2014 | «AACTA Awards» (Лучшая женская роль)                                                                 | 10 мгновений судьбы    | Победа    |
| 2014 | «Film Critics Circle of Australia»                                                                   | 10 мгновений судьбы    | Победа    |
| 2014 | «MTV Movie Awards» (Лучшая актриса)                                                                  | Астрал: Глава 2        | Номинация |
| 2014 | «MAXMARA Face of The Future Award»                                                                   | N/A                    | Победа    |
| 2015 | Премия «Выбор критиков» (Лучшая комедийная актриса)                                                  | Соседи. На тропе войны | Номинация |
| 2015 | «MTV Movie Awards» (Лучший момент)                                                                   | Соседи. На тропе войны | Победа    |
| 2015 | «MTV Movie Awards» (Лучшее комедийное выступление)                                                   | Соседи. На тропе войны | Номинация |
| 2015 | «MTV Movie Awards» (Лучший поцелуй)                                                                  | Соседи. На тропе войны | Номинация |
| 2015 | «AACTA Trailblazer Award»                                                                            | N/A                    | Победа    |
| 2015 | «Teen Choice Awards» (Лучшая актриса)                                                                | Шпион                  | Номинация |
| 2015 | «Премия Ассоциации кинокритиков Джорджии» (Лучшая женская роль)                                      | Шпион                  | Номинация |
| 2015 | «Премия Общества кинокритиков Юты» (Лучшая женская роль)                                             | Шпион                  | Победа    |
| 2015 | «Village Voice Film Poll» (Лучшая женская роль)                                                      | Шпион                  | Номинация |
| 2020 | «Drama League Award» (Выдающееся исполнение)                                                         | Медея                  | Номинация |